# Dezember 2011
Portal Geschichte | Portal Biografien | Aktuelle Ereignisse | Jahreskalender | Tagesartikel

◄ |
20. Jahrhundert |
21. Jahrhundert

◄ |
1980er |
1990er |
2000er |
2010er
| 2020er | 2030er | 2040er

◄ |
2007 |
2008 |
2009 |
2010 |
2011
| 2012 | 2013 | 2014 | 2015 | ►

◄ |
September 2011 |
Oktober 2011 |
November 2011 |
Dezember 2011 |
Januar 2012 |
Februar 2012 |
März 2012 |
►
Dieser Artikel behandelt tagesbezogene Nachrichten und Ereignisse im Dezember 2011.

## Tagesgeschehen

### Donnerstag, 1. Dezember 2011
- Bischkek/Kirgisistan: Einen Monat nach der Präsidentschaftswahl wird Almasbek Atambajew als Staatspräsident vereidigt und tritt damit die Nachfolge von Rosa Otunbajewa an.[1]

### Freitag, 2. Dezember 2011
- Kiew/Ukraine: Auslosung zur Fußball-Europameisterschaft 2012

### Samstag, 3. Dezember 2011

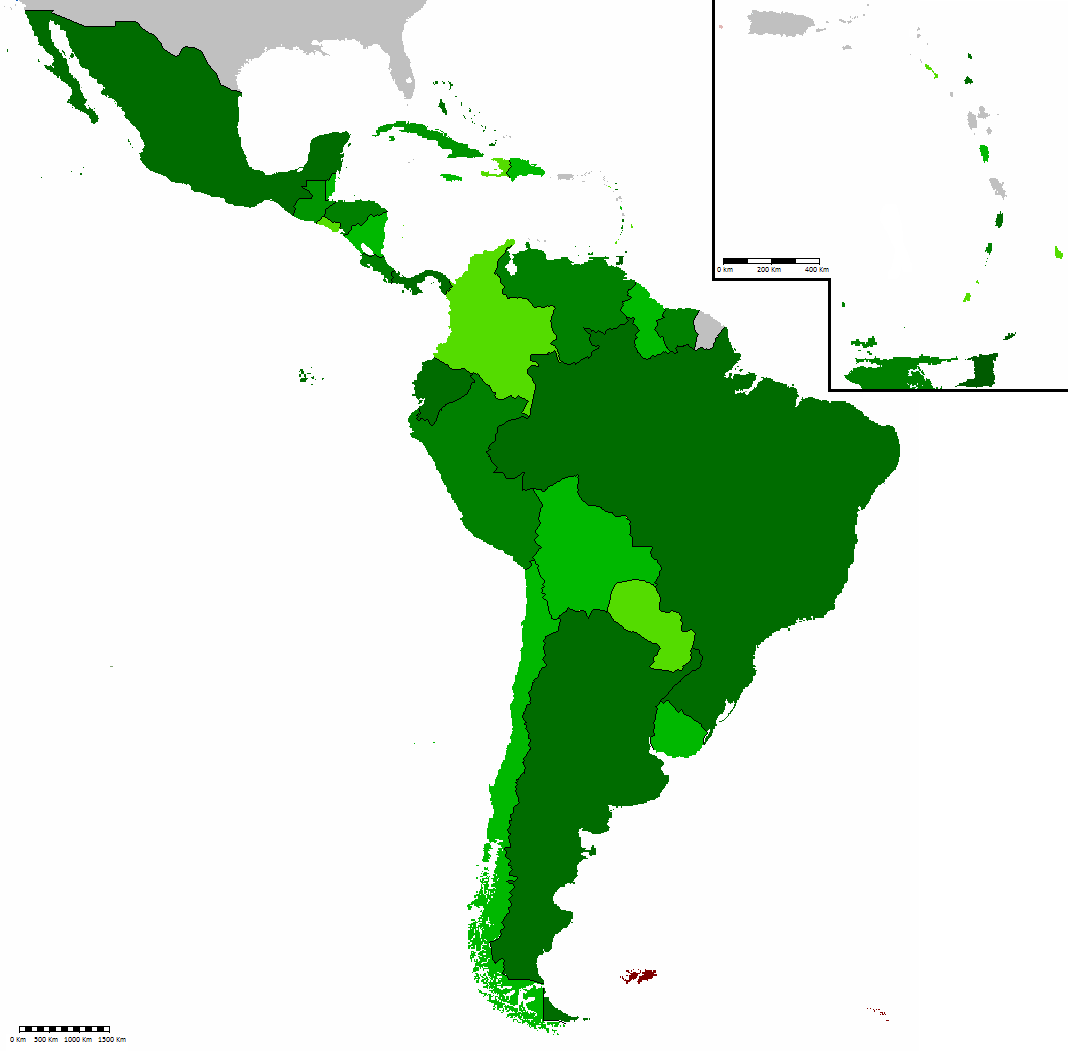
Die 33 Mitgliedstaaten der CELAC

- Berlin/Deutschland: Der Spielfilm Melancholia von Lars von Trier wird mit dem Europäischen Filmpreis ausgezeichnet.[2]
- Berlin/Deutschland: Mit der Sprengung der Hallendecke beginnt der Abriss der Deutschlandhalle.[3]
- Caracas/Venezuela: Beginn des zweitägigen Gründungsgipfels der Gemeinschaft der Lateinamerikanischen und Karibischen Staaten (CELAC) mit 33 Mitgliedstaaten.[4]
- Santos/Brasilien: Beginn der 20. Handball-Weltmeisterschaft der Frauen

### Sonntag, 4. Dezember 2011

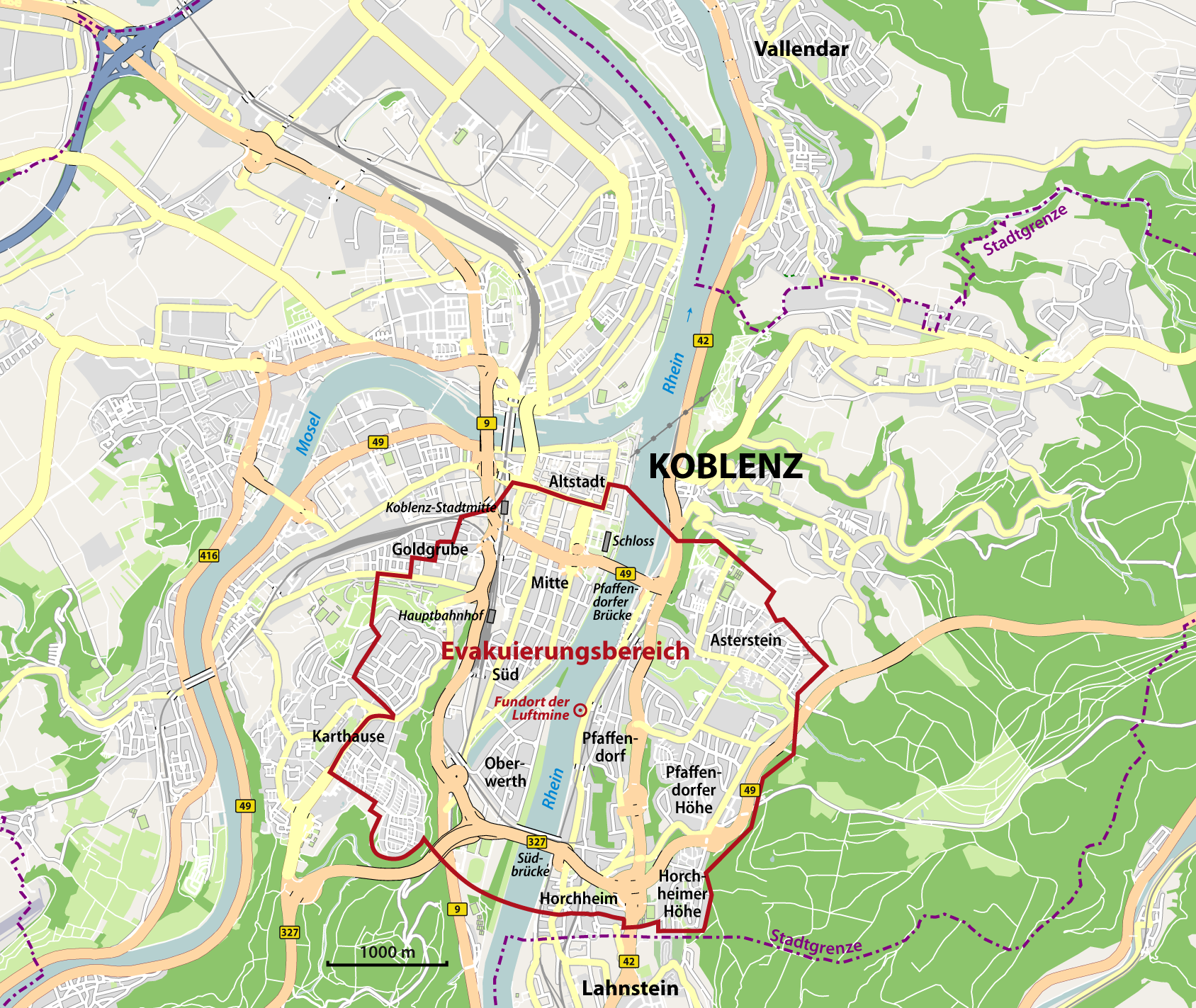
Die Evakuierungszone in Koblenz

- Koblenz/Deutschland: Wegen der Sprengung bzw. Entschärfung einer 1,8 Tonnen schweren britischen Luftmine, einer US-amerikanischen Fliegerbombe und eines Nebelsäurefassgerätes aus dem Zweiten Weltkrieg werden etwa 45.000 Bewohner vorübergehend evakuiert, was die größte Evakuierung in der Geschichte der Bundesrepublik darstellt.[5]
- Ljubljana/Slowenien: Bei der Parlamentswahl erreicht die Liste Zoran Janković – Positives Slowenien 28,5 % der abgegebenen Wählerstimmen, gefolgt von der Demokratischen Partei mit 26,2 %.[6]
- Moskau/Russland: Bei der Parlamentswahl gewinnt die Regierungspartei Einiges Russland von Präsident Dmitri Medwedew mit 49,5 % der abgegebenen Wählerstimmen, die Kommunistische Partei erreicht 19,15 %, die Partei Gerechtes Russland 13,17 % und die Liberal-Demokratische Partei 11,66 %. Nach der Bekanntgabe der Wahlergebnisse kommt es in mehreren Städten zu Protesten gegen die Regierung.[7]
- Zagreb/Kroatien: Bei der Parlamentswahl gewinnt die bisherige oppositionelle Kukuriku-Koalition mit 40,0 % der abgegebenen Wählerstimmen, während die Regierungspartei Demokratische Union 23,5 % erreicht.[8]

### Montag, 5. Dezember 2011

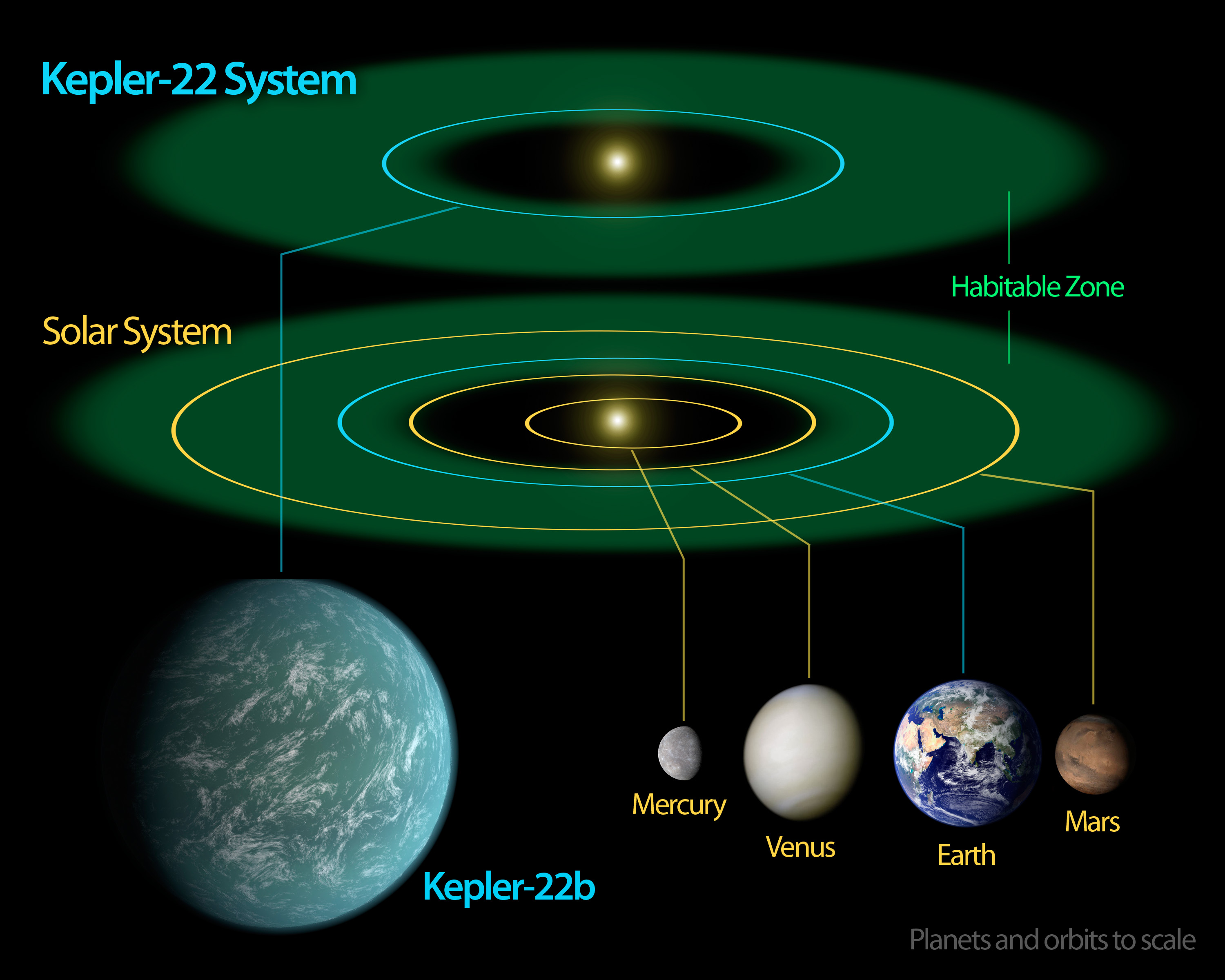
Größenvergleich von Kepler-22b (künstlerische Darstellung) mit Planeten unseres Sonnensystems

- Bern/Schweiz: Hansjörg Walter wird zum neuen Präsidenten des Nationalrates gewählt und neuer Ständeratspräsident wird Hans Altherr.[9]
- Bonn/Deutschland: Beginn der Internationalen Afghanistan-Konferenz im World Conference Center Bonn.[10]
- Den Haag/Niederlande: Der Internationale Gerichtshof urteilt, dass Griechenland im Streit um den Namen Mazedonien mit seinem Veto gegen einen NATO-Beitritt Mazedoniens gegen das Abkommen von 1995 verstoßen habe.[11]
- Paris/Frankreich: Die OECD veröffentlicht eine Studie zur Einkommensentwicklung, der zufolge die Einkommensungleichheit in Deutschland in den letzten zwei Jahrzehnten erheblich stärker gestiegen ist als in den meisten anderen Industrienationen.[12]
- Stockholm/Schweden: Der Right Livelihood Award, auch bekannt als „Alternativer Nobelpreis“, wird unter anderem an die US-amerikanische Hebamme Ina May Gaskin, die tschadische Menschenrechtsaktivistin Jacqueline Moudeina und die spanische Bauernhilfsorganisation GRAIN verliehen.[13]
- Washington, D.C./Vereinigte Staaten: Die NASA gibt die bereits 2009 mithilfe des Weltraumteleskopes Kepler erfolgte Entdeckung des bisher erdähnlichsten extrasolaren Planeten Kepler-22b bekannt.[14]

### Dienstag, 6. Dezember 2011
- Brüssel/Belgien: Eineinhalb Jahre nach der Parlamentswahl vereidigt König Albert II. den neuen Premierminister Elio Di Rupo und dessen Kabinett.[15]
- Wallgau/Deutschland: Die Biathletin Magdalena Neuner kündigt ihren Rücktritt vom Leistungssport zum Ende der Saison 2011/2012 an.[16]

### Mittwoch, 7. Dezember 2011
- Berlin/Deutschland: Gerhard Schindler übernimmt offiziell das Amt des Bundesnachrichtendienst-Präsidenten von Ernst Uhrlau.[17]
- Bregenz/Österreich: In einer Sondersitzung des Vorarlberger Landtages wird Markus Wallner zum Landeshauptmann Vorarlbergs gewählt und neuer Landesstatthalter wird Karlheinz Rüdisser.[18]
- Chicago/Vereinigte Staaten: Der frühere Gouverneur des Bundesstaates Illinois, Rod Blagojevich, wird wegen Korruption zu 14 Jahren Gefängnis verurteilt.[19]
- Paris/Frankreich: Die Organisation Reporter ohne Grenzen vergibt ihre diesjährigen Auszeichnungen für Menschenrechte und Pressefreiheit an den syrischen Karikaturisten Ali Ferzat und die Wochenzeitung Weekly Eleven News aus Myanmar.[20]
- Wien/Österreich: Mit 112 zu 39 Stimmen ändert der Nationalrat mit Inkrafttreten zum 1. Januar 2012 den Text der Bundeshymne von Heimat bist du großer Söhne in Heimat großer Töchter und Söhne geändert.[21]

### Freitag, 9. Dezember 2011

Kroatien und die Europäische Union

- Brüssel/Belgien: Beim Gipfeltreffen der Staats- und Regierungschefs der Europäischen Union unterzeichnet Kroatien den Beitrittsvertrag zur Europäischen Union, während Serbien der Status als Beitrittskandidat vorerst verwehrt bleibt. Mit Montenegro sollen im Juni 2012 Beitrittsgespräche aufgenommen werden. Hauptthema des Gipfels war die Gründung einer Europäischen Fiskalunion, zu der sich die 17 Euro-Länder und voraussichtlich die anderen EU-Staaten mit Ausnahme des Vereinigten Königreichs zusammenschließen wollen.[22][23][24]
- Kalkutta/Indien: Bei einem Brand in einem Krankenhaus kommen mindestens 89 Menschen ums Leben.[25]

### Samstag, 10. Dezember 2011
- Lima/Peru: Premierminister Salomón Lerner reicht bei Staatspräsident Ollanta Humala seinen Rücktritt ein, der daraufhin den bisherigen Innenminister Óscar Valdés zum Regierungschef ernennt.[26]
- Oslo/Norwegen und Stockholm/Schweden: Die diesjährigen Nobelpreisträger erhalten ihre Auszeichnungen.[27]
- Sanaa/Jemen: Rund zwei Wochen nach dem Rücktritt von Staatspräsident Ali Abdullah Salih wird eine Regierung der nationalen Einheit unter Oppositionsführer Mohammed Basindawa vereidigt, die zunächst bis Februar 2012 das Land regieren soll.[28]

### Sonntag, 11. Dezember 2011
- Bern/Schweiz: Die Eiskunstläuferin Sarah Meier, der Skirennfahrer Didier Cuche und der Rollstuhlleichtathlet Marcel Hug werden als Sportler des Jahres ausgezeichnet.[29]
- Durban/Südafrika: Bei der 17. UN-Klimakonferenz wird erstmals erreicht, dass auch Klimaziele für die Vereinigten Staaten und Schwellenländer wie China und Indien gelten. Bisher hatten sich diese drei größten Kohlenstoffdioxiderzeuger beim Schutz des weltweiten Klimas nicht beteiligt.[30]
- Ottawa/Kanada: Das Parlament wählt Fred Wah zu Canada’s Parliamentary Poet Laureate.[31]
- Paris/Frankreich: Der ehemalige Diktator Panamas, Manuel Noriega, wird nach mehr als 20 Jahren im Exil an sein Heimatland ausgeliefert.[32]
- Yamoussoukro/Elfenbeinküste: Bei der Parlamentswahl gewinnt die Regierungspartei Rassemblement des Républicains von Staatspräsident Alassane Ouattara mit 127 Sitzen, während die Parti Démocratique de Côte d’Ivoire mit 77 Sitzen größte Oppositionspartei wird.[33]

### Montag, 12. Dezember 2011

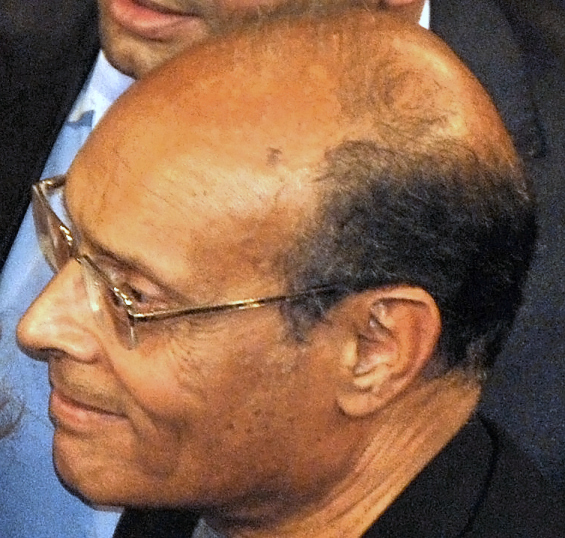
Moncef Marzouki

- Tunis/Tunesien: Der Arzt und frühere Menschenrechtsaktivist Moncef Marzouki wird von der verfassunggebenden Versammlung für ein Jahr zum Staatspräsidenten gewählt.[34]

### Dienstag, 13. Dezember 2011
- Lüttich/Belgien: Bei einem Amoklauf in der Altstadt tötet ein unter schweren Auflagen aus der Haft entlassener Mann mit einem Sturmgewehr und mit Granaten fünf Menschen. Anschließend begeht er Suizid.[35]

### Mittwoch, 14. Dezember 2011

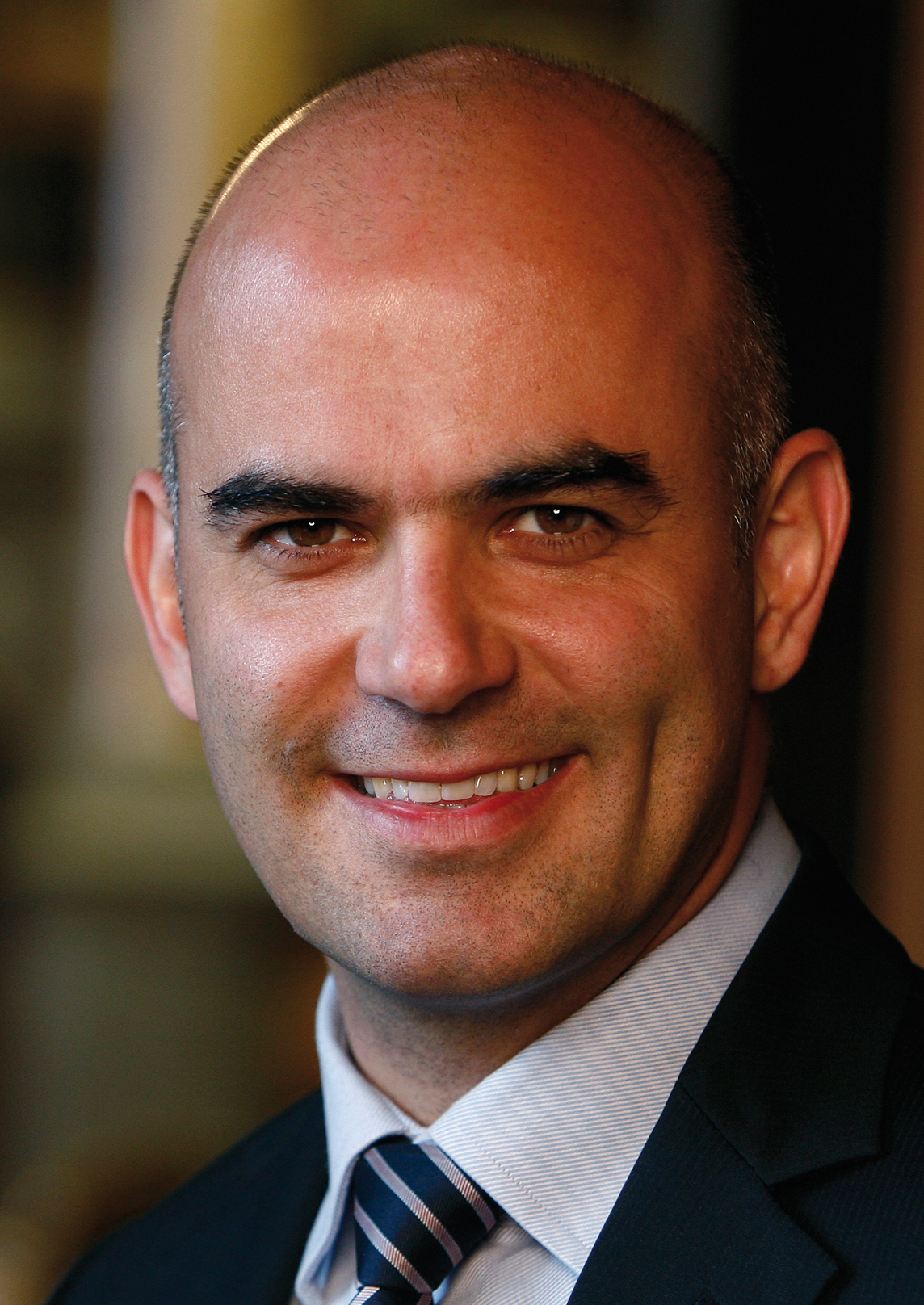
Alain Berset

- Bern/Schweiz: Nach den Bundesratswahlen wird der neu gewählte Bundesrat Alain Berset das Departement des Innern übernehmen, während Didier Burkhalter ins Departement für auswärtige Angelegenheiten wechselt.[36]
- Straßburg/Frankreich: Der vom Europäischen Parlament verliehene Sacharow-Preis für geistige Freiheit geht in diesem Jahr an fünf Persönlichkeiten des Arabischen Frühlings, darunter postum an den Tunesier Mohamed Bouazizi.[37]

### Donnerstag, 15. Dezember 2011
- Paris/Frankreich: Der frühere Staatspräsident Jacques Chirac wird wegen Veruntreuung und Vertrauensbruch während seiner Zeit als Bürgermeister der Hauptstadt zu einer zweijährigen Bewährungsstrafe verurteilt.[38]
- Paris/Frankreich: Der venezolanische Terrorist Ilich Ramírez Sánchez wird wegen vier Anschlägen aus den 1980er Jahren zu lebenslanger Haft verurteilt.[39]
- Washington, D.C./Vereinigte Staaten: US-Präsident Barack Obama erklärt die 2003 begonnene Besetzung des Irak durch die Vereinigten Staaten offiziell für beendet. Die letzten 4.000 Soldaten sollen das asiatische Land bis zum Ende des Jahres verlassen.[40]

### Freitag, 16. Dezember 2011
- Genf/Schweiz: Russland, Montenegro, Samoa und Vanuatu werden offiziell in die Welthandelsorganisation aufgenommen, womit diese nun 157 Mitgliedstaaten umfasst.[41]
- New York, Washington, D.C./Vereinigte Staaten: Die Vereinten Nationen und die US-Regierung heben den größten Teil der Sanktionen gegen Libyen auf, die noch gegen das Regime von Diktator Muammar al-Gaddafi verhängt wurden.[42]
- New York/Vereinigte Staaten: Ein Bundesbezirksgericht macht al-Qaida, die Taliban und den Iran für die Terroranschläge am 11. September 2001 verantwortlich.[43]
- Schangaösen/Kasachstan: Nach Protesten gegen die Feierlichkeiten der Regierung unter Nursultan Nasarbajew zum Unabhängigkeitstag des Landes von der Sowjetunion mit mindestens elf Toten verhängt die Regierung einen bis zum 5. Januar 2012 geltenden Ausnahmezustand.[44]
- Wiesbaden/Deutschland: Die Gesellschaft für deutsche Sprache kürt „Stresstest“ zum Wort des Jahres.[45]

### Samstag, 17. Dezember 2011
- Java/Indonesien: Bei einem Schiffsunglück vor der Küste der Insel kommen mehr als 200 Menschen ums Leben.[46]
- Kairo/Ägypten: Das Institut d’Égypte brennt nach Brandstiftung fast vollständig ab, wodurch zahlreiche Werke des seit über 200 Jahren bestehenden Institutes beschädigt oder vernichtet werden.[47]
- Manila/Philippinen: Durch den tropischen Sturm Washi kommen im Süden des Landes mehr als 440 Menschen ums Leben.[48]

### Sonntag, 18. Dezember 2011
- Baden-Baden/Deutschland: Die Biathletin Magdalena Neuner, der Basketballspieler Dirk Nowitzki und die erste Herrenmannschaft des Fußballvereins Borussia Dortmund werden zu Deutschlands Sportlern des Jahres gewählt.[49]
- Bagdad/Irak: Mehr als achteinhalb Jahre nach Beginn des Irakkriegs verlassen die letzten US-amerikanischen Truppen das Land.[50]
- São Paulo/Brasilien: Im Finale der 20. Handball-Weltmeisterschaft der Frauen gewinnt Norwegen gegen Frankreich mit 32:24 und sichert sich damit den zweiten Titel.[51]
- Yokohama/Japan: Im Finale der 8. Klub-Weltmeisterschaft im Fußball gewinnt der FC Barcelona gegen den FC Santos mit 4:0 und sichert sich zum zweiten Mal den Titel.[52]

### Montag, 19. Dezember 2011

Blau: Anwenderstaaten des Schengener Abkommens

- Budapest/Ungarn: Das Verfassungsgericht erklärt die europaweit kritisierten Kontrollbefugnisse der nationalen Medien- und Kommunikationsbehörde für teilweise verfassungswidrig.[53]
- Krasnojarsk/Russland: Der internationale Flughafen Tscheremschanka brennt nach einem Kurzschluss völlig ab.[54]
- Moskau/Russland: Die MICEX und die RTS schließen sich zur MICEX-RTS zusammen, womit der größte Handelsplatz des Landes entsteht.[55]
- Trollhättan/Schweden: Der Automobilhersteller Saab meldet Insolvenz an.[56]
- Vaduz/Liechtenstein: Das Fürstentum tritt als 26. Mitgliedstaat dem Schengener Abkommen bei, womit die Personenkontrollen an den Grenzen zu Österreich und der Schweiz entfallen. Die Zollkontrollen bleiben jedoch erhalten, da kein Abkommen über eine Zollunion mit der Europäischen Union besteht.[57]

### Dienstag, 20. Dezember 2011
- Kinshasa/DR Kongo: Fast einem Monat nach seinem umstrittenen Sieg bei den Parlaments- und Präsidentschaftswahlen wird Amtsinhaber Joseph Kabila erneut als Staatspräsident vereidigt.[58]
- Madrid/Spanien: Einen Monat nach der Parlamentswahl wählt das Parlament Mariano Rajoy zum neuen Ministerpräsidenten.[59]

### Mittwoch, 21. Dezember 2011

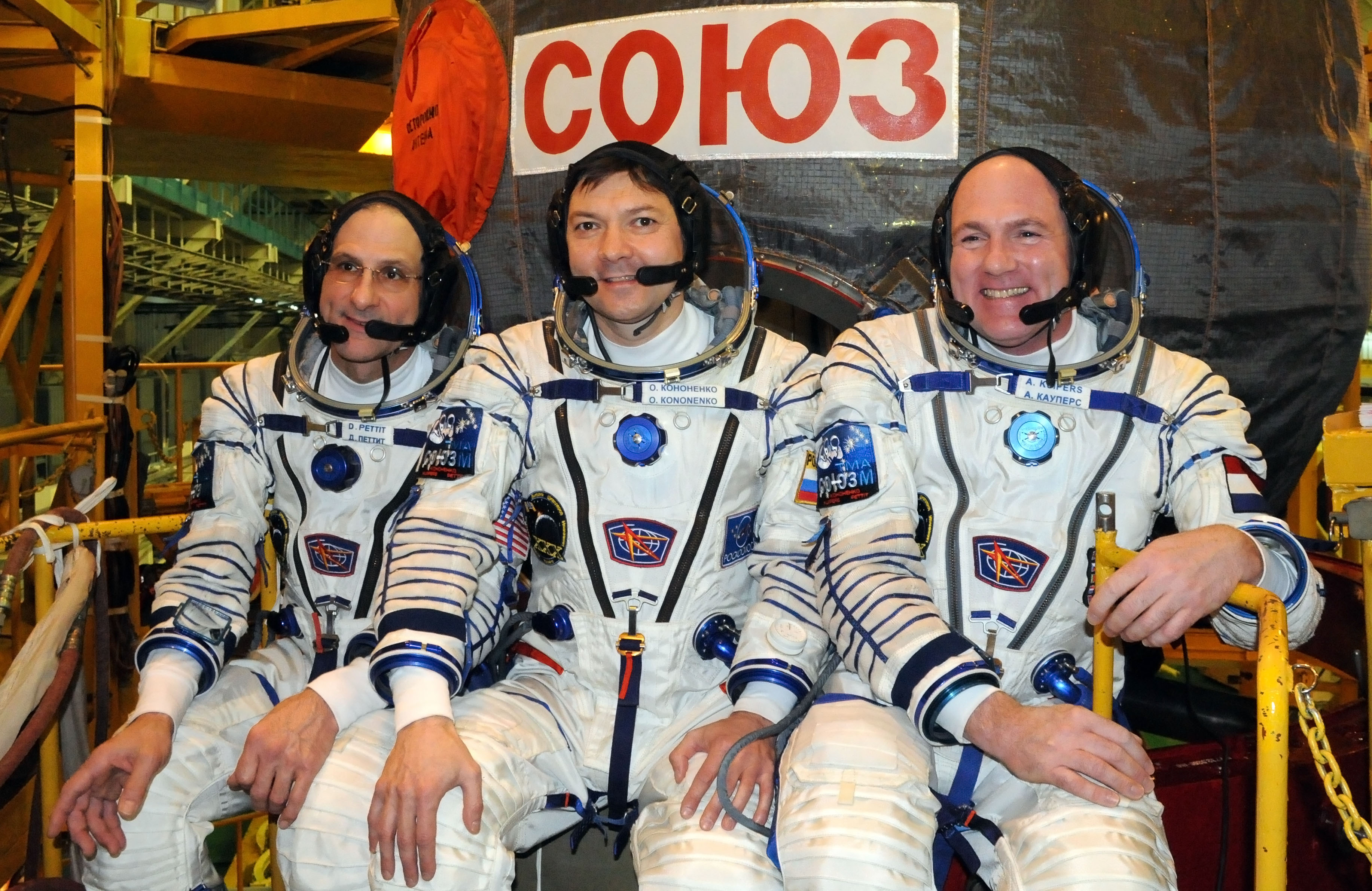
V. l. n. r.: Donald Pettit, Oleg Kononenko und André Kuipers

- Baikonur/Kasachstan: Start der Sojus-Mission TMA-03M zur Internationalen Raumstation.[60]
- Fürth/Deutschland: Die auf die Projektierung und Realisierung solarthermischer Kraftwerke spezialisierte Solar Millennium AG stellt Insolvenzantrag beim Amtsgericht.[61]

### Donnerstag, 22. Dezember 2011
- Bagdad/Irak: Vier Tage nach dem Abzug der letzten US-Soldaten explodieren in der Hauptstadt mehrere Sprengsätze, wodurch mehr als 60 Menschen ums Leben kommen.[62]
- Paris/Frankreich: Die Nationalversammlung verabschiedet ein Gesetz, das die Leugnung offiziell anerkannter Genozide, darunter des Völkermordes an den Armeniern, unter Strafe stellt. Infolgedessen kommt es zu einer diplomatischen Krise mit der Türkei.[63]

### Freitag, 23. Dezember 2011

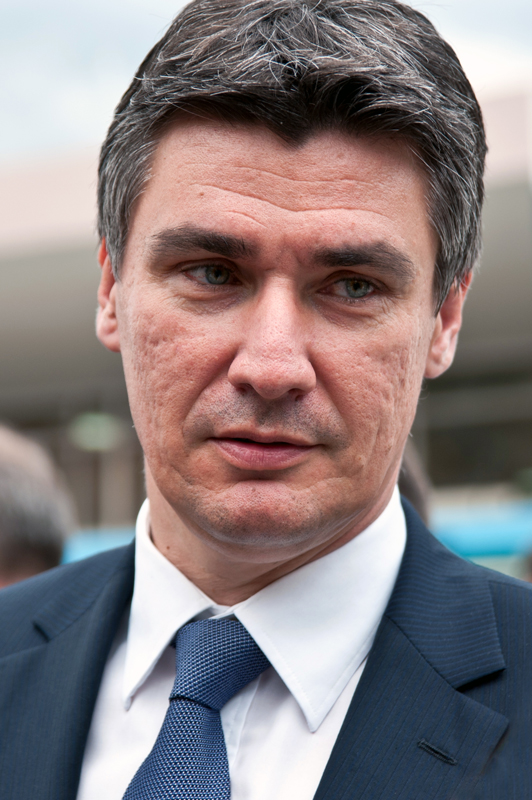
Zoran Milanović

- Damaskus/Syrien: Bei zwei Selbstmordattentaten kommen mindestens 50 Menschen ums Leben und mehr als 100 weitere werden verletzt.[64]
- Kiew/Ukraine: Ein Berufungsgericht bestätigt die siebenjährige Haftstrafe für die frühere Ministerpräsidentin Julija Tymoschenko.[65]
- Zagreb/Kroatien: Drei Wochen nach dem Sieg der Kukuriku-Koalition bei der Parlamentswahl wird Zoran Milanović zum Premierminister gewählt.[66]

### Samstag, 24. Dezember 2011
- Damaturu/Nigeria: Bei mehrtägigen Kämpfen zwischen Sicherheitskräften und Anhängern der radikalislamischen Boko Haram im Norden des Landes kommen mindestens 68 Menschen ums Leben.[67]
- Havanna/Kuba: Staatspräsident Raúl Castro kündigt die Amnestie von fast 3000 politischen Häftlingen aus „humanitären Gründen“ an.[68]

### Sonntag, 25. Dezember 2011
- Abuja/Nigeria: Bei mehreren Anschlägen der radikalislamischen Terrororganisation Boko Haram auf römisch-katholische Kirchen kommen mindestens 27 Menschen ums Leben.[69]
- Taloqan/Afghanistan: Bei einem Selbstmordanschlag kommen mindestens 20 Menschen ums Leben und mehr als 50 weitere werden verletzt.[70]

### Montag, 26. Dezember 2011
- Brasília/Brasilien: Das Land verdrängt das Vereinigte Königreich von Platz sechs der wirtschaftsstärksten Nationen der Welt.[71]
- Warschau/Polen: Der serbische Tennisspieler Novak Đoković wird von der staatlichen Presseagentur Polska Agencja Prasowa zu Europas Sportler des Jahres gewählt.[72]

### Dienstag, 27. Dezember 2011
- Peking/China: Das staatliche satellitengestützte Navigationssystem Beidou nimmt seinen Betrieb auf.[73]

### Mittwoch, 28. Dezember 2011
- Paris/Frankreich: Der Verfassungsrat beschließt die Einführung der „Cola-Steuer“.[74]

### Donnerstag, 29. Dezember 2011
- Kingston/Jamaika: Die vorgezogene Parlamentswahl gewinnt die oppositionelle People’s National Party unter Portia Simpson Miller mit 53,32 % der Wählerstimmen, während die bisherige Regierungspartei Jamaica Labour Party unter Andrew Holness 46,56 % erreicht.[75]
- Pjöngjang/Nordkorea: Zum Ende der Staatstrauer um den verstorbenen Machthaber Kim Jong-il wird dessen jüngster Sohn Kim Jong-un zum neuen „obersten Führer“ der Partei, der Streitkräfte und des Volkes ausgerufen.[76]

### Freitag, 30. Dezember 2011
- Apia/Samoa, Fakaofo/Tokelau: Die Pazifikstaaten Samoa und Tokelau wechseln von der östlichen auf die westliche Seite der Datumsgrenze, indem sie den Kalendertag 30. Dezember 2011 auslassen.[77]

### Samstag, 31. Dezember 2011
- Cuddalore/Indien: Der Zyklon „Thane“ fordert im Süden des Landes mindestens 42 Menschenleben.[78]
- Ebonyi/Nigeria: Bei Auseinandersetzungen im Bundesstaat Ebonyi kommen mindestens 52 Menschen ums Leben.[79]

## Weblinks

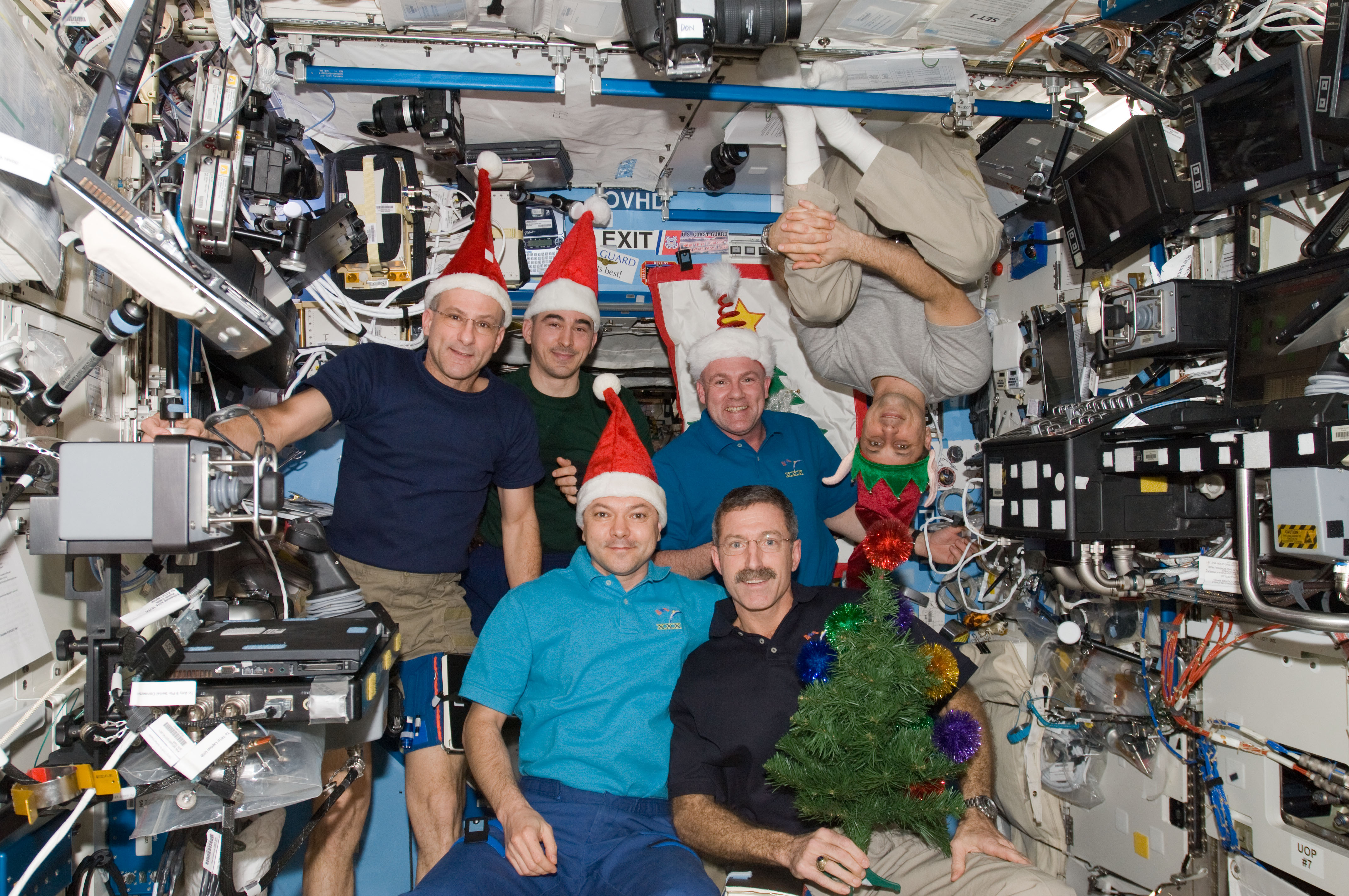
Erdumlaufbahn im Dezember 2011